# Cyrtodactylus tebuensis
Cyrtodactylus tebuensis là một loài thằn lằn trong họ Gekkonidae. Loài này được Grismer, Anuar, Muin, Quah & Wood mô tả khoa học đầu tiên năm 2013.